# Jellisonia johnsonae
Jellisonia johnsonae är en loppart som beskrevs av Tipton et Mendez 1961. Jellisonia johnsonae ingår i släktet Jellisonia och familjen fågelloppor. Inga underarter finns listade i Catalogue of Life.